# Tajvan földrajza
Tajvan (Táiwān) (régebben Formosa) a kínai szárazföldtől 180 kilométerre elterülő 35 980 km² területű sziget Kelet-Ázsiában. Áthalad rajta a Ráktérítő. Közigazgatásilag a vitatott politikai státuszú Kínai Köztársasághoz tartozik. Hozzá tartoznak még a Kinmen-, Macu- (Mǎzǔ-) és Penghu-szigetek, amelyek együtt teszik ki az összterület 1%-át.
Tajvan szigetének nagy része (70%-a) hegyvidéki jellegű, kétszáznál is több, 3000 méternél magasabb hegy található rajta.

## Kialakulása és geológiai jellemzői

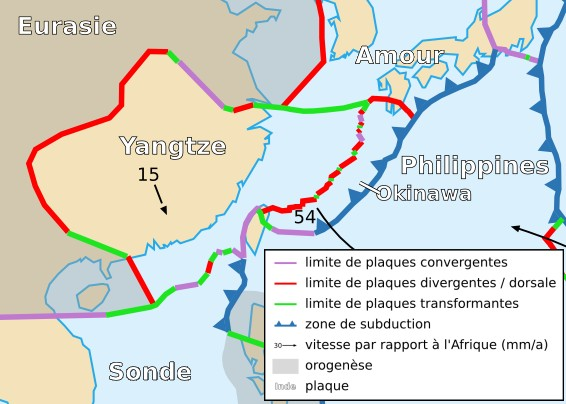
Kőzetlemezek Tajvan körül

Tajvan szerkezetileg, a Japán-szigetekhez hasonlóan, a Cirkumpacifikus-hegységrendszer, népszerű nevén a Tűzgyűrű része. Az Eurázsiai-lemez és a Fülöp-lemez határán lejátszódó alábukási folyamatok során keletkezett szigetív, a kínai földrajz hagyományos értelmében vett „külső lépcsőjének” része. A sziget gerincét alkotó hegyvonulatok a paleogénban gyűrődtek fel, de a geológiai aktivitás azóta is folyamatos. A Fülöp-lemez az Eurázsiai- lemeznek ütközik, aminek következtében Tajvan felszíne emelkedik. Ennek következtében gyakoriak a földrengések, különösen a sziget keleti részén. A pleisztocénban indult és ma is tartó emelkedés jelenleg 100 évenként 18 cm. Emiatt a sziget legnagyobb része magas hegyvidék. A szerkezeti mozgásokat kisebb mértékben vulkánosság is kísérte.

## Domborzat

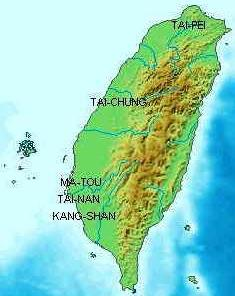
Tajvan domborzati térképe

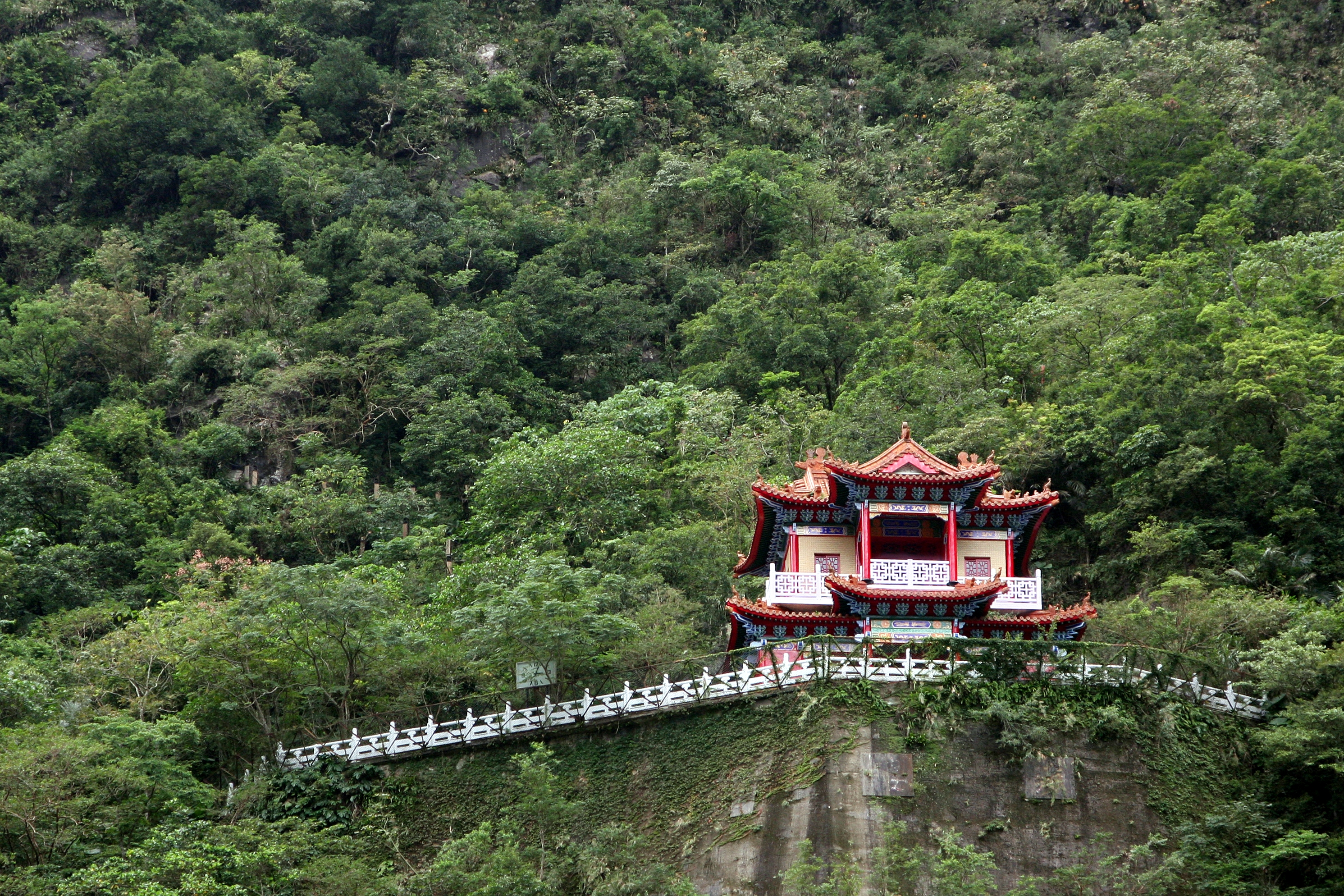
Pagoda a Tajluko (Tàilǔgé) Nemzeti Parkban

A szigetet északról a Kelet-kínai-tenger, keletről a Filippínó-tenger, délnyugatról a Dél-kínai-tenger határolja. Észak-déli irányban körülbelül 400 km hosszan terül el, szélessége a legszélesebb ponton 145 km. A sziget az ország területének 99%-át adja, a maradék egy egy százalék több kisebb szigetet jelent. Tajvan keleti része erdős hegyvidék, mely a szigetnek körülbelül kétharmadát foglalja el, nyugat felé síkság terül el. A szigeten több mint kétszáz, 3000 méter feletti magasságú hegycsúcs található. Legmagasabb pontja a Jusan-hegy (Yùshān-hegy) (más néven a Jáde-hegy), mely 3952 méter magas. Ezen kívül az 1000 méternél magasabb hegyek a sziget területének 31%-át teszik ki. A szigeten alvó illetve kihunyt vulkánok is találhatóak, az itt fakadó meleg vízű források évente több ezer turistát vonzanak. A területen számos fumarola, iszapvulkán és hőforrás tanúskodik az utóvulkáni tevékenységről.
A szigetet négy párhuzamos, nagyon keskeny és ugyancsak keskeny tektonikus árkokkal elválasztott ÉÉK-DDNy-i csapású hegylánc szeli át- A legrövidebb, legkeletibb, 1682 m-ig magasodó hegylánc főként miocén vulkanitokból épül fel. A központi lánc két vonulata közül a keletebbi főként idősebb metamorf, a nyugatabbi paleogén üledékes kőzetekből épült. A legfiatalabb a neogén kőzetekből álló, 2000 m-ig magasodó legnyugatibb lánc, mely töréslépcsőkkel, majd keskeny hegylábfelszínnel ereszkedik le a maximálisan is alig 50 km széles nyugati parti síkságra. A sziget legészakibb részén kisebb vulkáni övezet található, több kialudt vulkánkúppal, melyek közül a legmagasabb 1087 m-ig emelkedik. A tagolatlan keleti part szinte függőlegesen szakad le, it a tenger több ezer méter mély, míg nyugaton sekély, lagúnákkal tagolt self-tenger helyezkedik el.
Tajvan keleti oldalán fut végig a Központi-hegység (中央山脈, csung jang san mo (zhōng yāng shān mò)), mely az ország fő vízgyűjtő területe is egyben. Tőle északnyugatra terül el a Hszüe (Xue)-hegység (雪山山脈 hszüe san san mo (xuě shān shān mò)). A Központi-hegységtől délnyugatra húzódik a Jáde-hegység (玉山山脈, ju san san mo (yù shān shān mò)), mely a legmagasabb pontjáról kapta a nevét. Tőle nyugatra terül el az Alisan (Alishan)-hegység (阿里山山脈, a li san san mo (ā lǐ shān shān mò)) 1000–2000 méteres csúcsokkal, a Központi-hegységtől keletre pedig a Keleti-parti-hegység húzódik. A sziget legnagyobb síksága a Csianan (Jianan)-síkság (嘉南平原, csia nan ping jüan (jiā nán píng yuán)), mely a megművelhető földterület 12%-át adja. Az összes megművelhető földterület Tajvanon 23%.

## Vízrajz

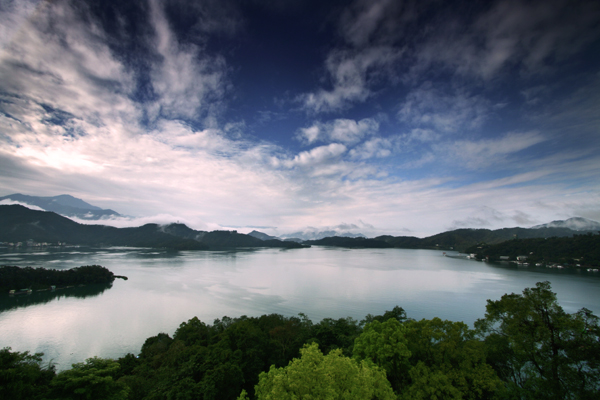
A Rijüetan (Rìyuètán)-tó

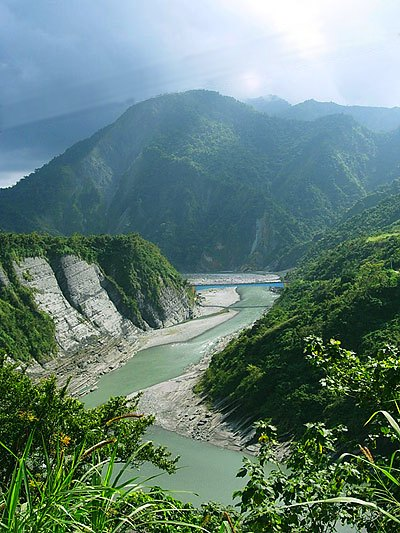
A Szeoukuluan (Siouguluan) folyó Hualien (Hūalián) megyében

Tajvanon 151 folyó és patak található. A leghosszabb folyó a Csuosuj (Zhuoshui) (187 km), a legnagyobb vízgyűjtő területtel pedig a Kaoping (Gaoping) folyó rendelkezik. A folyók többsége a hegyvonulat fő iránya miatt vagy keleti, vagy nyugati irányban ömlik a tengerbe.
A tavak többsége a sziget nyugati oldalán fekszik, a legtöbbjüket víztározóként is használják. A legnagyobb tó a Rijüetan (Rìyuètán), amely 8 km² területű és 30 méter mély.

## Éghajlat
Tajvan szubtrópusi éghajlatú ország, a nyarak hosszúak és párásak, a telek rövidek és enyhék. Az átlaghőmérséklet télen 15 és 20 °C között mozog, nyáron 28 °C. Az éghajlatra hatással van a kelet-ázsiai monszun, ami jelentős csapadékot hoz októbertől egészen márciusig, főképp a sziget északkeleti részére, míg a középső és a déli területeken a tél általában napos. A nyári monszunidőszak során májustól júniusig a sziget déli részén esik többet az eső, míg az északi rész viszonylag száraz marad. Tajvanon gyakoriak az erős szelek, évente három-négy alkalommal tájfunok is kialakulnak. A csapadék éves átlagmennyisége 2500 mm. A legszárazabb Tajvan szigetén a novembertől februárig tartó időszak.
| Éghajlati adatok 1977–2008 |                     |                        |                        |                    |                  |
| Város                      | Éves átlaghőm. (°C) | Januári átlaghőm. (°C) | Júliusi átlaghőm. (°C) | Átlagcsapadék (mm) | Esős napok száma |
| Tajpej (Táiběi)            | 22,9                | 16,1                   | 29,5                   | 2412,9             | 165              |
| Csilung (Jilong)           | 22,6                | 15,9                   | 29,3                   | 3758,3             | 199              |
| Kaohsziung (Gaoxiong)      | 25                  | 19,2                   | 29,1                   | 1832               | 90               |